# Synagoga chasydów z Radomska w Krakowie
Synagoga chasydów z Radomska – synagoga znajdująca się na Kazimierzu w Krakowie, w podwórzu przy ulicy Ciemnej 10.
Synagoga założona w okresie międzywojennym, przez chasydów z Radomska, zwolenników cadyków z rodu Rabinowiczów. Podczas II wojny światowej hitlerowcy zdewastowali synagogę. Obecnie znajduje się w niej siedziba dyrekcji Małopolskiej Kasy Chorych.
W Krakowie mieściła się jeszcze Synagoga Stowarzyszenia Modlitwy i Dobroczynności Chasydów Radomszczańskich, przy ulicy Józefa 15, w której modlili się członkowie tej grupy.

## Galeria

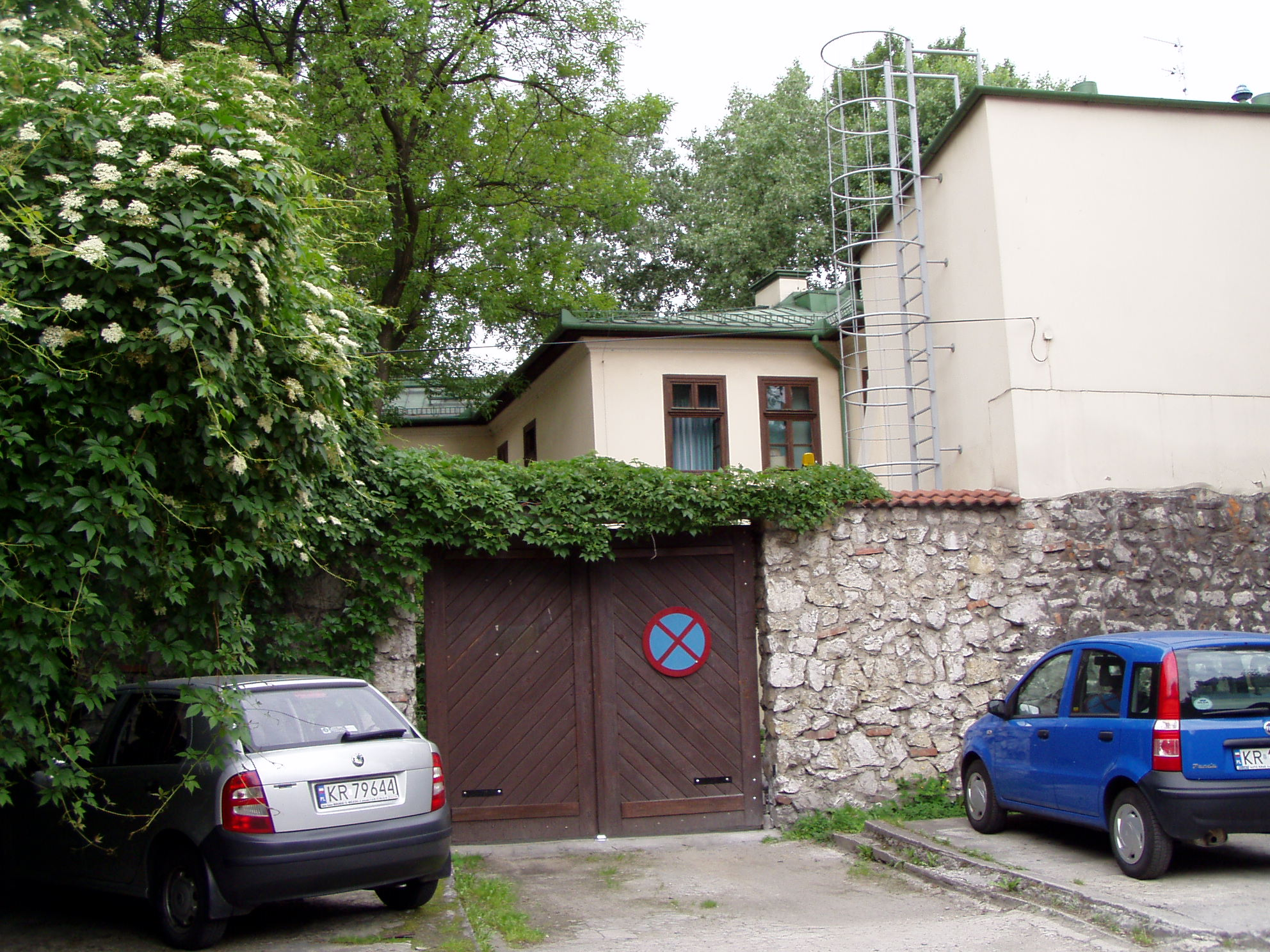
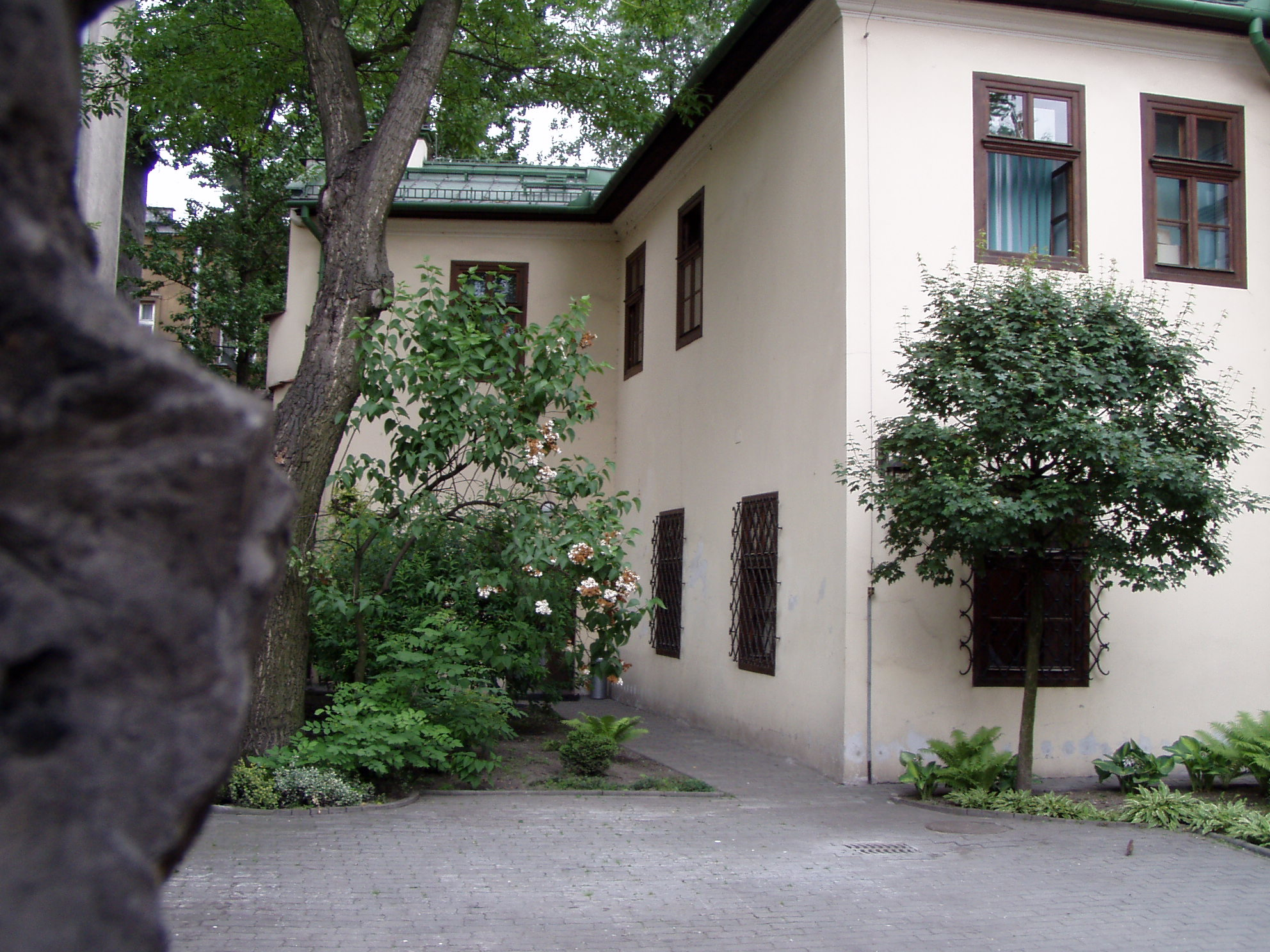